# Кинабальская джунглевая мухоловка
Кинабальская джунглевая мухоловка (лат. Vauriella gularis) — вид воробьиных птиц из семейства мухоловковых. Эндемик острова Борнео. Обитают в горных лесах на высотах 1500—2150 м (900—3300 м на горе Кинабалу).

## Описание
Длина тела 15 см. Верхняя часть тела птицы красно-коричневая.

## Биология
Питаются мелкими насекомыми и семенами, но подробности рациона неизвестны. Кормятся поодиночке или небольшими группами, иногда в составе смешанных групп, состоящих из птиц разных видов. Представители вида строят открытое чашеобразное гнездо из мха, как правило, в эпифитах или колючих пальмах.
МСОП присвоил виду охранный статус LC.